# ポゼッション (1981年の映画)
『ポゼッション』（Possession）は、1981年にフランスと西ドイツ合作の映画作品。
第34回カンヌ国際映画祭でパルム・ドールにノミネートされ、イザベル・アジャーニが主演女優賞を受賞した。
『ポゼッション40周年HDリマスター版』2020年1月4日(土)より、新宿シネマカリテ他にてリバイバル上映が行われた。

## ストーリー
単身赴任から帰還したマルク（サム・ニール）は、妻アンナ（イザベル・アジャーニ）の様子がおかしいことに気づく。どうやらアンナはマルクの不在時に浮気をしていたらしいが、アンナはまともに取り合おうとしないばかりか、家を飛び出してしまう。アンナの友人マージからハインリッヒなる男を突き止めたマルクだが、どうやらハインリッヒも全てを知っているわけではないらしい。マルクは探偵を雇い、アンナを尾行させる。そして探偵はアンナの住むアパートの浴室に、奇妙な生き物が蠢いている様を目撃する。

## キャスト
- マルク - サム・ニール
- アンナ/ヘレン - イザベル・アジャーニ
- ハインリッヒ - ハインツ・ベネント
- マージ - マルギット・カルステンセン